# 에가와 스구루
에가와 스구루(일본어: 江川 卓, 1955년 5월 25일 ~ )는 일본의 전 프로 야구 선수이자 야구 해설가·평론가이다.

## 인물

### 초등학교 시절부터 중학교 시절까지
후쿠시마현 이와키시에서 태어난 뒤 시즈오카현 이와타 군 사쿠마 정(현재의 하마마쓰시 덴류구)으로 이사해 유년 시절을 보냈다. 초등학교 3학년 때부터 덴류강 근처에서 돌팔매질을 하며 어깨 근력을 기르고 투구 폼의 기본을 잡았다.
사쿠마 중학교에 입학한 뒤 야구부에 입단하였는데 어릴 때부터 기른 강한 어깨 덕분에 처음엔 외야수를 맡았으나, 1학년 도중 투수로서의 생활을 시작한다. 2학년 때 아버지의 전근과 함께 도치기현으로 이주하면서 오야마 중학교에 전학하였으며, 체력 측정할 당시 멀리 던지기 부문에서는 110m를 기록했다. 3학년 무렵에 소속 현 대회에서 팀은 우승을 제패하여 오야마 중학교가 강호로 자리매김하는데 일조했다. 중학교 졸업을 앞두고 애초에는 도치기 현립 오야마 고등학교의 진학이 예정되고 있었지만 중학교 3학년 때 대학 야구 경기인 소케이센을 보며 감명을 받아 당시 와세다 대학, 게이오기주쿠 대학의 진학 가능성이 높았던 사쿠신가쿠인 고등학교로 진학했다.

### 고등학교 시절
고교 재학 중 에이스로서 백스핀이 잘 걸린 패스트볼과 각도가 큰 커브를 바탕으로 에이스로 활약하며 노히트 노런 9회, 퍼펙트 게임 2회, 선발 고등학교 야구 대회에 있어서의 대회 통산 최다 탈삼진 기록을 경신하는 등 수많은 기록을 남겼다. 그 무렵 만화 《괴물군》의 주인공과 닮았다는 이유로 ‘괴물군’(怪物くん), ‘괴물 에가와’(怪物江川)라는 애칭이 불릴 정도로 세간의 주목을 받았다.
1학년이었던 1971년 여름, 제53회 전국 대회 도치기현 예선 2차전(vs 아시오 고등학교전)에서 구원 투수로 등판, 5회에 무안타 무볼넷 탈삼진 7개라는 퍼펙트 릴리프를 기록해 고등학생으로서 첫 등판과 동시에 첫 승리를 장식했다. 다음 경기인 3차전(vs 아시카가 공업대학 부속고등학교전)에서는 고교생으로서는 첫 선발 등판해 8이닝 동안 3안타 완봉을 기록했고 5대 0이라는 상황에서도 9회를 후속 투수에게 양보했다. 준준결승전(vs 가라스야마 고등학교전)에서도 선발 등판해 도치기 현 고교 야구 사상 첫 쾌거인 퍼펙트 게임을 달성했다. 중학교를 졸업한 지 4개월밖에 안 된 고등학교 1학년이면서도 야구 선수로서의 소질과 능력이 뛰어나다는 사실을 증명했다. 그러나 준결승전(vs 우쓰노미야 상업고등학교전)에서는 선발 등판했지만 연장 11회에 마운드에서 내려온 뒤 후속 투수가 실점하는 바람에 팀은 패하면서 1학년 여름에는 고시엔 대회에 출전하지 못했다.
같은 해 1971년 가을, 제24회 추계 간토 지구 대회 도치기 현 예선에서 4경기에 등판해 30이닝 2실점과 탈삼진 37개, 평균 자책점 0.67을 기록했다. 1차전에서는 기타칸토 지역 고교 야구계의 에이스였던 스즈키 다카마사(1972년 드래프트 1순위로 주니치 드래곤스에 입단), 에가와 스구루와 함께 ‘속구 투수 3인방’ 중의 한 명인 이시다 마코토(1972년 드래프트 1순위로 한큐 브레이브스에 입단)가 소속된 아시카가 공업고등학교와 맞대결을 펼쳐 7회까지 양팀은 점수를 얻지 못하는 등 0대 0으로 접전했는데 8회에 사쿠신가쿠인이 선취 2점을 얻으면서 이것을 에가와가 끝까지 지킨 끝에 승리 투수가 되었다. 이 경기에서 에가와는 노히트 노런을 기록했고 우쓰노미야가쿠엔 고등학교와 상대한 결승전에서는 3안타 탈삼진 11개로 완봉승을 거둬 팀은 우승을 차지하여 간토 대회에 출전했다.
간토 대회에서는 1차전인 군마 현립 마에바시 공업고등학교전에 선발 등판했는데 에가와로서는 첫 간토 대회였으며 고교 입학 이래 최고의 기합이 들어간 피칭을 보여주었다. 특히 속구가 훌륭할 정도로 좋았으며 1회 2사에서 4회까지 10연속 탈삼진을 잡아냈고 4이닝까지 무안타와 무실점으로 호조를 보였지만 5회 타석에서 마에바시 공업고등학교의 고이케 투수한테서 머리에 사구를 받아 퇴장당했다(그대로 병원에 입원). 중간 계투의 제구력 난조로 팀은 패했고 유력한 우승 후보 중의 하나로 꼽혔던 2학년 춘계 고시엔 대회에 출전하지 못했다.
에가와가 고교 2학년 때인 이듬해 1972년 여름, 제54회 전국 대회 도치기 현 예선에서 2차전(vs 오타와라 고등학교전)과 3차전(vs 이시바시 고등학교전), 준준결승전(vs 도치기 공업고등학교전)에 등판하여 3경기 모두 노히트 노런(그 중 3차전인 이시바시 고등학교와의 경기에서 퍼펙트 게임을 달성했다)을 달성한 것 외에도 27이닝 연속 무안타와 46개의 탈삼진(한 경기 평균 15.3 탈삼진)이라는 경이로운 기록으로 준결승에 진출했다(참고로 오타와라 고등학교전에서 에가와가 고교 입학 이래 공식전에서는 처음으로 1경기 3안타를 기록하였다). 그 해의 사쿠신가쿠인은 타격력이 매우 약했기 때문에 에가와도 역시 이기기 위해서는 스스로 쳐서 완봉할 수 밖에 없는 상황이었다. 4경기째인 준결승전(vs 오야마 고등학교전)에서도 10이닝 2사까지 노히트 노런을 기록하며 분전했으나 팀 타선도 좀처럼 점수를 내지 못하는 통에 이 경기에서도 탈삼진 15개의 호투를 펼쳤음에도 불구하고 연장 11회말에 끝내기 스퀴즈 번트를 내주면서 0대 1로 패해 고시엔 대회의 출전은 좌절되었다. 승부의 세계에 ‘만일’이란 있을 수 없지만, 만약 에가와가 어느 정도의 타격력이 있는 팀에 있으면 4경기 연속 노히트 노런으로 결승 진출을 하는 초인적인 투구 내용이었다. 지방 예선 패전에도 관계없이 ‘괴물’이라는 별명에 어울린 투구 내용에 힘입어 도치기 현뿐만 아니라 일본 전국의 고교 야구 팬들에게 ‘도치기 현에는 사쿠신 에가와 있다’라고 이름을 알린 대회가 되었다.
사쿠신가쿠인 고등학교에 입학할 당시에는 야구부에 대한 평가가 좋았고 주위의 기대도 높았으나 막상 1학년 여름과 2학년 봄, 여름 모두 고시엔 대회에 출전하지 못해 야구부 감독 이 경질되는 일까지 발생했다. 또, 전국 각지에서 강호들을 초청하여 친선 경기를 벌이는 와중에 등판 횟수가 기하급수적으로 늘어나며 이것이 후에 어깨 부상에 원인이 되었다고 보여진다.
1972년, 제25회 추계 간토 지구 도치기 현 예선에서는 4경기에 등판해 29이닝을 무실점으로 막아내며 45개의 탈삼진을 기록하고 2경기를 완봉승으로 장식하면서 우승을 이끌었다. 간토 대회 준준결승전(vs 도쿄 농업대학 제2고등학교전)에서 6이닝 1피안타 13개의 탈삼진을 기록했고 준결승에서는 1970년대 전반부터 ‘구로시오 타선’이라는 강력한 타선으로 이름을 날리던 조시 상업고등학교와 맞대결을 펼쳐 1안타 20개의 탈삼진을 기록하여 완봉승을 따냈다. 이어진 요코하마 고등학교와의 결승전에서도 16탈삼진 완봉승으로 우승했고 에가와는 추계 도치기 현 대회와 간토 대회를 무실점으로 호투하며 팀의 우승을 이끌었다. 사쿠신가쿠인 고등학교의 야구부가 창단한 이래 연습 경기를 포함한 23전 전승과 113회 무실점이라고 하는 전인미답의 기록을 세우며 3학년(1973년) 때는 생애 처음으로 고시엔 대회 출전(춘계 대회)을 확정지었다. 참고로 결승에서 에가와한테 16탈삼진 완봉패를 당한 요코하마 고등학교도 사쿠신가쿠인 고등학교와 함께 춘계 선발 대회에 출전하면서 우승했는데 에가와의 소질과 능력이 얼마나 뛰어났는지를 간접적으로 증명하고 있다.
1973년 제45회 선발 고등학교 야구 대회에서는 ‘에가와의 대회’라고 말할 정도로 좋을 만큼 수준차를 확연히 보여준 대회가 되었다. 첫 경기의 상대는 추계 오사카 지역 대회 우승 학교이자 출전한 30개 학교 중에서 1위에 해당되는 팀 타율 3할 3푼 6리를 기록하며 서부 지역의 우승 후보로 꼽히던 호쿠요 고등학교였다. 호쿠요 고등학교의 다카하시 감독은 개막식을 앞두고 인터뷰에서 “‘에가와 에가와’라고 자꾸 그러는데 아직은 고등학생이다. 우리 타선은 지금이 절호조이며 휭휭 휘둘러 에가와를 향해 날려줄 테다”라고 이 같은 말을 했다.
대회 1일째이자 첫 번째 경기가 열린 3월 27일, 처음으로 고시엔 구장이라는 전국구에 모습을 드러낸 ‘괴물’ 에가와를 일본 전역의 고교 야구 팬들이 TV 방송을 통해서 에가와의 활약하는 모습을 지켜봤다. 에가와를 보러 온 사람들과 개막 직후 열린 홈팀 호쿠요 고등학교를 응원하러 온 사람들이 몰리면서 고시엔 구장은 무려 5만 8천 명이나 되는 관중으로 초만원 상태였다. 만반의 준비를 갖추고 등장한 에가와는 1회에서 강속구를 던져 호쿠요 고등학교 선수들에게 방망이에 공이 스칠 기회도 주지 않고 세 명의 주자를 연속으로 삼진을 잡아냈다. 이어진 2회에서도 선두 타자에게 단 한 개의 공도 건드리지 못하게 하면서 삼진을 잡아냈고 1번 타자 간노에서부터 2번·게이모토 히데아키(크라운 → 세이부 → 긴테쓰), 3번·히로세, 4번·후지타로 이어지는 호쿠요 고등학교의 상위 타선이 방망이로 공 한 번 건드리지도 못한 채 물러났고 고등학생들 틈에 프로 선수 한 명이 섞여서 경기를 하고 있는 것 같다는 야유가 쏟아질 만큼 확연한 실력차를 보이는 등 고시엔 구장은 이색적인 환호와 놀라움으로 뒤덮였다. 이어지는 5번 타자 아리타 후미오(후에 긴테쓰에서 활약)가 이 경기에서 23구째에 처음으로 방망이에 공을 맞추자(1루 스탠드 쪽으로 날아간 파울볼) 가득 들어찬 관중들은 아리타에게 큰 박수 갈채를 보냈다.
첫회 선두 타자부터 4회 2사까지 11명을 연속으로 삼진 아웃시키면서 추계 대회에서 타율 4할 2푼, 홈런 3개, 21타점이라는 우수한 성적을 올렸던 호쿠요 고등학교의 강타자이자 4번 타자인 후지타를 4타석에서 4개의 탈삼진(모두 스윙 아웃에 따른 삼진)을 기록했고 마지막 9회에서도 2번 타자 게이모토의 호타를 3자 연속 삼진으로 막아냈다. 이렇게 이 경기를 4안타 19탈삼진 완봉으로 이끌며 고시엔 대회의 데뷔 무대를 치렀다. 경기 종료 후 인터뷰에서 호쿠요 고등학교의 다카하시 감독은 “선수들에게 정면을 노리라고 지시했지만 스피드가 너무 빨라 도저히 방망이로 맞출 수가 없었다. 경기 도중 작전을 변경해 단타 타법으로 바꿨지만 전혀 통하지 않았다”라고 토로했다(참고로 호쿠요 고등학교는 그 해 여름 고시엔 대회에도 출전해 8강에 진출했다). 대회 전부터 호완이라고 소문이 떠들썩하다가 처음으로 전국에 그 모습을 알린 ‘괴물’의 실력에 수많은 고교 야구 팬들이 경탄했고, 이 경기를 계기로 대회는 ‘에가와 열기’에 휩싸였다.
2차전에서 에가와랑 맞대결을 펼칠 고쿠라미나미 고등학교(후쿠오카)의 시게타 감독과 선수들은 이 경기를 관전하여 에가와가 강력한 타선을 갖춘 호쿠요 타선을 손쉽게 압도하는 내용을 보고 이대로는 이길 수 없다고 판단해 에가와의 투구에 관한 대책에 들어갔다. 3월 31일, 2차전에서 고쿠라미나미 고등학교는 선수 전원이 방망이를 양 손잡이를 짧게 쥔 상태에서 등장해 철저한 단타 전법과 번트로 에가와를 물고 늘어졌다. 그러나 안타는 3회에서 3루 앞의 번트 안타 1개만으로 에가와가 7이닝까지 10개의 탈삼진을 기록하며 호투했고 7회에 8대 0의 큰 점수차로 앞서고 있는 상황에서 강판되었다.
4월 3일의 준준결승에서는 추계 대회 에히메 현 대회 우승, 시코쿠 지구 대회에서도 우승하는 등 춘계 대회에서도 유력한 우승 후보로 거론됐던 이마바리니시 고등학교(에히메)와 격돌했다(참고로 이마바리니시 고등학교는 1973년 하계 고시엔 대회에도 출전하여 4강에 진출했다). 이마바리니시 고등학교에 대해서 빠른 공, 변화구 동시에 능란하여 ‘괴물’방어를 발휘한 에가와는 7회 2사까지 단 한 명의 주자도 허용하지 않고 14개의 탈삼진을 기록했다. 퍼펙트 경기에 대한 기대도 있었지만 그 직후에 중전안타를 맞았다. 그러나 동요하지 않고 8회와 9회에도 아웃당한 6명의 타자들을 연속 삼진으로 잡아 결국 8연속을 포함해 매이닝 20탈삼진으로 1안타 완봉으로 완벽하게 호투했다. 이 경기에서 8연속 탈삼진은 1926년 하계 대회(제12회 전국 중등 학교 우승 야구 대회)에서 와카야마 중학교(와카야마 현립 도인 중학교·고등학교) 소속의 오가와 쇼타로의 기록에 버금가는 대회 기록이다. 경기 종료 후 이마바리니시 고등학교의 야노 감독은 인터뷰에서 “선수가 방망이를 짧게 쥐고 공을 때리도록 지시했지만 아무리 해도 치지 못했다. 다시 한 번 상대해도 치지 못할 것 같다. 선수에게는 비밀이지만 퍼펙트 게임이 되지 않아 안심했었다”라고 말했다.
호쿠요, 고쿠라미나미에 이어 강호 이마바리니시를 20개의 탈삼진으로 일축해 3경기 25이닝 피안타 6무실점 49개의 탈삼진을 기록했다. 고시엔은 에가와 일색의 커다란 열광의 도가니가 되어 에가와가 등판하는 날에는 고시엔 구장 일대가 수 천명의 팬들로 넘쳐 언론도 ‘에가와를 어느 팀이 깰까’라는 흥미에서 ‘도대체 에가와는 대회 통산 몇 개의 삼진을 빼앗고 우승하느냐’는 흥미로 바뀌었다.
4월 5일, 준결승에선 다쓰카와 미쓰오가 소속된 히로시마 상업고등학교를 상대했는데 히로시마 상업고등학교의 사코다 감독은 경기 전에 “다른 팀은 일절 생각하지 않았다. 에가와를 어떻게 무너뜨릴까? 그것만 머릿속에 그려 선수를 단련해 왔다”라고 말했다. 경기에서는 모든 선수들이 철저히 하면서 방망이를 짧게 쥐고 타석에 덮을 듯한 자세로 버티고 파울 타구를 때리는 등의 타구 수를 늘리는 등 에가와의 정신적인 면을 무너뜨리는 작전으로 나왔다. 경기에서는 2안타(내야 안타와 일명 텍사스 안타)와 매이닝 11개의 탈삼진으로 거의 완벽한 투구를 보였지만 히로시마 상업고등학교는 8회에 2사 1, 2루 상황에서 더블 스틸을 감행, 포수의 악송구로 2루 주자인 가네미쓰 고지(호세이 대학 → 미쓰비시 중공업 히로시마 → 히로시마 상고 감독 →호세이 대학 감독)가 홈에서 살아나 이것이 결승점이 되면서 4강 진출에는 실패했다. 에가와는 이 대회에서 통산 60개의 탈삼진을 기록했고 1930년(제7회) 선발 중등 학교 야구 대회의 우승팀이자 제1 신코 상업학교(현재의 고베 시립 신코 고등학교) 소속인 기시모토 마사하루의 기록(54개)을 경신했다. 60개의 탈삼진은 현재까지 선발 대회의 기록으로 남아있다.
고등학교 3학년이 된 1973년 여름, 춘계 선발 대회에서 패하긴 했으나 기록적인 성적을 남긴 에가와는 차원이 다른 열광적인 인기를 얻었다. 제55회 전국 대회 도치기 현 예선으로 사쿠신가쿠인 고등학교의 경기가 열리는 날이면 먼 지역에서 구경 오는 차들이 무려 5,000대를 넘어섰고 구장 주변 일대의 도로는 아침부터 몸살을 앓을 정도로 교통이 완전 마비되었고 경비에만 경찰관 40명 이상이 동원됐다. 관계자들은 인접한 연식 야구장을 급히 개방해서 임시 주차장을 마련하는 등 대응책 마련에 분주했다. 굴지의 좋은 경기가 된 준결승전 상대인 오야마 고등학교와의 경기를 보기 위해 밤을 샌 사람들이 100명, 결승전인 우쓰노미야히가시 고등학교전은 악천후에도 불구하고 150명 이상이 밤을 꼬박 새는 등 지방의 현 예선으로서는 이례적인 사태가 빚어졌다. 에가와는 등판한 5경기 가운데 2차전(vs 모카 공업고등학교전), 3차전(vs 우지이에 고등학교전), 결승전(vs 우쓰노미야히가시 고등학교전) 등에서 노히트 노런을 달성했다. 특히 3차전인 우지이에 고등학교전과 결승전인 우쓰노미야히가시 고등학교전에서는 무볼넷 상황에서 포수가 공을 놓치는 실책과 소속팀 수비의 혼란으로 출루를 허용하는 바람에 퍼펙트 게임을 놓쳤다. 남은 2경기인 준준결승전(vs 가누마 상공고등학교전)과 준결승전(vs 오야마 고등학교전) 역시 단 1개의 안타만 허용하는 등의 맹활약하며 현 예선 5경기를 2피안타 70탈삼진 무실점, 연습 경기를 포함한 140이닝 무실점이라는 경이로운 성적을 남겨 하계 고시엔 대회 진출을 확정지었다.
하계 고시엔 대회 1차전에선 야나가와 상업고등학교(후쿠오카)가 에가와에게 맞서기 위해 들고 나온 일명 ‘푸시 타법’(プッシュ打法)이라는 공격 전술에 휘말리며 6회에는 예선 이래(연습 경기를 포함하면 146이닝 만에) 처음으로 실점을 내주었으나 7회에는 사쿠신가쿠인 고등학교 타선이 동점을 얻어내며 경기는 1대 1로 연장전에 돌입했다. 고시엔 대회에 출전한 학교 중에 특히 타격력에 약했던 사쿠신가쿠인에 비해 야나가와 상업고등학교는 9회말 1사 만루, 끝내기 패배의 위기 상황에서 중견수였던 마쓰후지가 수비 위치를 3루수 앞 투수 왼쪽으로 바꿔 외야수 두 사람의 변형 시프트를 구사해 사쿠신가쿠인은 물론 4만 5천의 관중들을 놀라게 했다. 이러한 시프트에 대해 사쿠신가쿠인의 야마모토 감독은 스퀴즈를 무리하게 강행했으나 외야 플라이조차 때려내지 못한 채 득점 없이 끝났다. 그 후 야나가와 상업고등학교는 12회와 13회의 위기도 이 시프트를 사용하여 넘겼지만 15회에 사쿠신가쿠인이 마침내 1점을 추가, 연장 15회 사쿠신가쿠인이 2대 1로 끝내기 승리를 거뒀다. 에가와는 이 경기에서 15이닝 완투승을 기록하며 대회 통산 2위에 해당하는 한 경기 23개의 탈삼진을 기록했다. 1위는 반도 에이지(도쿠시마 상업고등학교)가 기록한 탈삼진 25개이다(18이닝).
2차전 상대인 조시 상업고등학교(지바)와의 경기에서는 도치기 현 예선 당시 팀 타율 2할 4리로 현 예선 우승팀답지 않을 정도의 ‘낮은 타율’을 기록한 사쿠신가쿠인 타선은 상대 투수 쓰치야 마사카쓰부터 점수를 얻지 못하는 등 양팀 모두 0대 0으로 연장전에 돌입했다. 경기 도중부터 내리기 시작한 비로 공이 미끄러지면서 에가와의 제구가 뜻대로 되지 않았다. 12회말 1사 만루의 위기 상황에서 볼카운트 2-3가 됐을 때 미끄럼 방지제를 넣어둔 오른쪽 주머니에 손을 넣으면서 내야수 전원을 마운드에 불러 모았다. “직구 하나로 승부한다”라고 확인시킨 다음에 던진 169번째의 공은 명확하게 높이 빗나가 그 공은 밀어내기 볼넷이 되며 결국엔 팀은 역전패를 당해 자신도 패전 투수가 되었고 에가와의 고시엔 대회는 막을 내렸다.
고교 야구에서는 에가와가 졸업한 1974년 하계 대회부터 금속 방망이가 도입되면서 에가와의 고교 시절 기록은 이후의 투수(예를 들어 요코하마 고등학교 시절의 마쓰자카 다이스케 등)와는 단순 비교할 수 없다는 견해도 있지만 지금도 에가와를 고교 야구 역사상 최고의 투수로 꼽은 사람은 대부분이며 에가와의 투구는 화젯거리로 남아있다.
1973년 가을에 있은 프로 야구 드래프트 회의에서는 한큐 브레이브스로부터 1순위 지명을 받았으나 입단을 거부하였고 게이오기주쿠 대학 법학부 정치학과를 진학 목표로 시험에 응시했지만 낙방했다. 당시 에가와가 게이오기주쿠 대학 입학 시험에 낙방했다는 사실이 텔레비전 뉴스 프로그램을 통해 속보로 보도되는 등 당시로서는 큰 화제가 되었다. 게이오기주쿠 대학의 시험은 야구부 선발이기 때문에 “간단한 작문과 면접만이었지만 작문에서 실수를 범해 불합격되었다”라는 도시전설로 수군대기도 했다. 또한 실제 시험은 통상적인 필기 시험으로 에가와 본인은 “일본사에서 과거의 출제 경향에서는 메이지 이후를 완전히 빼고 공부했는데 그 해에만 근대사 관련 문제가 많이 출제되었다”라고 말했다. 또한 “에가와를 입학시키면 뒷문 입학(부정 입학)이라고 시끄러워 진다”라는 의도에서 “예년이라면 야구부 선발에 의한 가산점이 있을 터이지만 그 해에 한해서 가산점을 주지 않았다”라는 설도 있었는데 실제로 그 해에는 호리바 히데타카 등 게이오기주쿠 대학을 지망한 다른 유력 선수 중에도 불합격자가 속출했다.

### 호세이 대학 시절
게이오기주쿠 대학 입학 시험에서 낙방한 에가와는 결국 호세이 대학 법학부(2부 법률학과)로 진학했고(후에 1부로 옮김) 도쿄 지역 6개 대학 야구부로 구성된 도쿄 6대학 리그에서는 1학년 때 도쿄 6대학 리그 사상 최연소로 베스트 나인에 선정되는 등 팀의 중심 투수로서 활약했다. 특히 1976년과 1977년 호세이 대학의 대회 4연패 달성(4회 모두 상대한 모든 학교들로부터 승점을 빼앗는 완전 우승)에 기여하였고 때로는 에이스 겸 5번 타자로 활약했다. 그 중에서도 1976년 추계 리그에서는 타석 수가 야수와는 비교적으로 적었음에도 불구하고 38타수 13안타, 타율 3할 4푼 2리(리그 2위), 홈런 2개(2위), 10타점(1위)이라는 높은 성적을 남겼다. 그 당시에는 물론 호세이 대학의 규정 타수 이상의 선수 중에서는 3개 부문에서의 1위였다.
통산 47승은 야마나카 마사타케의 48승에 이은 역대 2위의 기록이다. 1977년 10월 22일 메이지 대학과의 1차전에서는 5개의 피안타를 완봉하고 47승째를 올린 다음날 23일 리그 최종전인 메이지 대학과의 2차전에서 이기면 통산 승리로 도쿄 6대학 리그의 타이 기록이 되지만 에가와는 “우리 팀의 투수는 나 이외에도 많이 있으니까”라고 판단하여 팀 동료에게 등판을 양보했다. 17차례의 완봉은 리그 기록이며 베스트 나인에도 6차례나 선정되었는데 이것은 다카다 시게루(메이지 대학 → 요미우리)의 7차례에 이어 그 다음으로는 야자와 겐이치(와세다 대학 → 주니치)의 6차례와 같은 2위의 기록이다. 탈삼진수(443개)도 2002년 당시 와세다 대학 4학년이었던 와다 쓰요시가 기록을 경신할 때까지는 역대 최다였다.
2학년 때는 오른쪽 어깨에 골절상을 입었으나 이 사실을 외부에 알리지 않은 채 계속 활약했고 6대학 리그전에서도 통상적으로 등판하고 있었기 때문에 알아차릴 일은 없어 프로에서 은퇴하고 난 이후에야 밝혀졌다. 에가와의 말에 의하면 그 이후 오른쪽 어깨의 상태가 100% 돌아온 것은 없었다고 한다.
호세이 대학 4학년 시절인 1977년 가을에 열린 프로 야구 드래프트 회의에서 크라운라이터 라이온스로부터 드래프트 1순위 지명을 받았으나 또 다시 입단을 거부했다. 에가와는 당시 후쿠오카를 본거지로 하고 있던 크라운라이터 라이온스가 너무 멀리 있어서 거부했다고 밝혔고, “요미우리에 지명되지는 못했어도 요미우리와 상대할 수 있고 그리고 당시 교제중이었던 지금의 부인이 도쿄에 살고 있었기 때문에 원거리 교제를 피할 수 있는, 도쿄 근처에 있는 센트럴 리그 구단으로부터의 지명이라면 입단하고 있었을 것이다”라고 회상했다.
대학 졸업 후에는 사쿠신가쿠인 고등학교의 직원으로서 미국에 유학, 이것은 대학으로부터 사회인 야구팀에 입단하면 최저 2년 간 프로 야구 팀의 입단이 금지되면서 사회인 야구팀의 선수 등록을 하지 않고 다음 연도의 프로 야구 입단이 가능한 야구 유학을 선택했기 때문이었다. 서던캘리포니아 대학교에서 연습하여 실전에서는 투수를 맡아 2승 2패를 기록했다. 유학 당시 크리스 스미스(그 후 야쿠르트에서 활약)가 룸메이트로, 에가와에게 있어서는 영어 선생님이기도 했다.

### 프로 선수 시절
1978년 가을에 열리는 프로 야구 드래프트 회의를 앞둔 이틀 전에 미국에서 귀국하여 드래프트 회의 전날 요미우리 자이언츠와 전격으로 입단 계약을 맺었다(일명 공백의 하루 사건). 센트럴 리그 사무국은 그 즉시 에가와의 선수 등록을 취소시켰으나 이에 반발한 요미우리는 드래프트 회의 참석을 거부했다. 요미우리가 불참한 상태에서 개최된 드래프트 회의에서는 요미우리와 에가와의 계약에 항의하는 의미로 난카이 호크스, 긴테쓰 버펄로스, 롯데 오리온스, 한신 타이거스 등의 4개 구단이 공동으로 에가와를 1차 지명을 했고 한신 타이거스가 타 구단과의 경쟁 끝에 에가와에 대한 1차 지명 교섭권을 획득하였다. 요미우리 자이언츠 측에서는 전체 12개 구단이 참석하지 않은 드래프트 회의는 인정할 수 없다며 한신의 에가와에 대한 교섭권을 인정하지 않았다. 이 문제는 악화될 대로 악화되었지만 최종적으로 일본 야구 기구 커미셔너였던 가네코 도시의 ‘강력한 희망’에 의해 이듬해인 1979년 1월에 에가와는 드래프트 교섭권을 갖고 있던 한신에 입단한 다음 고바야시 시게루를 상대로 하는 맞트레이드를 통해 요미우리에 입단하게 됐다. 이 사건으로 인해 에가와는 일약 일본 야구계의 악역으로 떠올라 언론에서는 에가와를 집중적으로 비판함과 동시에 고바야시를 ‘비극의 주인공’(또는 ‘비극의 영웅’)이라고 표현하는 등 대대적으로 보도했다. 이 일로 인해서 ‘에가와루’(エガワる, 주위를 배려하지 않고 무리하게 자신의 의견을 밀고 나가는 것)라는 말이 유행어로 회자되었고 또한 1960년대에 아이들이 좋아했던 것을 늘어놓은 ‘요미우리·다이호·계란말이’를 빗대어 싫어하는 물건으로서 ‘에가와·피망·기타노우미’라는 단어가 등장했다(다만 ‘요미우리·다이호·계란말이’만큼 정착되지는 않았다).
요미우리 자이언츠에 입단할 당시 구단으로부터 등번호 19번을 제의받았으나 이미 고바야시가 요미우리에 활약할 당시 사용하고 있었던 등번호라는 이유로 거부했고 비어 있던 등번호인 30번을 선택했다. 참고로 한신에 잠깐 있을 때의 등번호는 3번이었는데 이는 당시 한신에 3번이 비어있던 번호였기 때문이기도 했지만 요미우리 이적 후 영구 결번할 수 없는 번호를 고의로 준 한신 측의 최후 저항이라고 말해진다. 다만 은퇴할 때는 은퇴 경기(요미우리 vs 한신의 시범 경기)에서 라이벌 가케후 마사유키를 타석에 세우는 등 한신 측에서도 일부 배려하는 모습을 보였다. 요미우리는 이 같은 일련의 소동에 대해 전면으로 사과하겠다는 의사를 밝히고 정규 경기 개막전부터 5월 31일까지 약 2개월간 에가와의 자숙하는 기간을 가지도록 했다(이 내용에 대해 와전된 경우가 많은데 어디까지나 자숙이고 출장 정지 등의 공식적인 징계는 내려지지 않았다).
데뷔전이었던 1979년 6월 2일 한신과의 경기에서 홈런만 3개를 허용하였고 같은 달 프로 입단 후 첫 승리를 거둔 히로시마 도요 카프와의 경기에서 코피 출혈로 인한 교체가 되는 등 다양한 해프닝이 벌어졌으나 그 이후부터 좋은 활약을 보였다. 이듬해 1980년에는 시즌 16승을 기록하면서 프로 데뷔 첫 타이틀인 다승왕과 최다 탈삼진을 석권했고, 다음해 1981년에는 시즌 20승 6패, 평균 자책점 2.29, 221개의 탈삼진을 기록하며 최다승, 최고 승률, 최우수 평균 자책점, 최다 탈삼진, 최다 완봉 등을 연달아 석권하는 등 투수 부문 5관왕에 오르며(일본 프로 야구 역사상 6번째이자 양대 리그가 출범한 이후 3번째) 센트럴 리그 MVP로 선정되었다. 다만 최고의 투수에게 주어지는 사와무라 에이지상(통칭 사와무라상)은 팀 동료였던 니시모토 다카시가 차지했다(당시의 사와무라상은 사와무라상 수상자들에 의한 선정위원회에 의해 수상자가 선정되는 지금과 달리 프로 야구를 담당하는 신문 기자들의 투표를 통해 선정되었다). 특히 1981년 일본 시리즈 6차전에서 마지막 타자의 뜬 공이 투수 쪽을 향하자 대신 포구하려는 야수들을 물리치고 스스로 위닝 볼을 잡은 것을 큰 추억으로 삼고있다고 한다.
2년 후인 1983년 여름에는 다시 오른쪽 어깨를 다쳤는데 침술 치료 등 다양한 치료를 받으면서 다시 마운드에 섰지만 스포츠 신문 등 언론에서 “백 개의 공 밖에 던지지 못하는 어깨”라는 야유를 듣게 되었다. 에가와는 이런 사실이 알려지는 것을 두려워하면서 투구 수를 줄이는 방법을 늘 궁리했고 팀내에서도 트레이너를 제외하곤 이런 사실을 알리지 않았다. 그러나 이 어깨 통증으로 끝내 에가와를 은퇴로 몰아넣게 되었다. 또, 같은 해 세이부 라이온스와의 일본 시리즈에서는 오른쪽 다리부분 장딴지에 근육 통증을 일으켜 만족스러운 투구 내용을 보여주지 못하는 등 1차전과 6차전에서 패전 투수가 되었고 4차전에서도 승패는 연결되지 않았지만 팀은 패했다.
1984년 올스타전 제3차전에서 8타자 연속 삼진을 기록했다. 그러나 9번째 타자였던 오이시 다이지로에게 커브를 던졌으나 오이시는 이 공을 때려냈지만 2루 땅볼을 치면서 9타자 연속 삼진은 기록하지 못했다. 에가와는 3회에서 10타자 연속 삼진을 노리고 있어 9번째 타자 오이시를 투 스트라이크까지 몰아넣었기에 폭투를 던져 낫아웃 삼진을 노렸고 다음 타자에게도 10번째 삼진을 또다시 노렸지만 구장의 분위기에 휩쓸려 10번째 삼진을 잊은 채로 보통의 투구로 던지면서 오이시에게 땅볼을 때려내게 하였다.
1985년, 오 사다하루의 역대 한 시즌 최다 홈런 기록인 55개 홈런에 바짝 다가선 랜디 바스를 상대로 다른 요미우리 투수들이 고의 사구를 내주고 승부를 피하던 가운데 유일하게 정면 승부를 했다. 1985년 시즌 종료 후에 침치료를 받으면서 어깨가 회복된 에가와는 스트라이크 존이 새로 도입된 이듬해 1986년에는 호조를 이뤘고 6월 26일에 일본 기록이자 7경기 연속 홈런 기록에 도전하던 랜디 바스와 정면 승부를 했지만 끝내 바스의 마지막 타석에서 홈런을 허용하고 말았다. 1987년 9월 20일 히로시마전에서 고바야카와 다케히코에게 끝내기 홈런을 허용하자, 이를 계기로 구단의 만류도 거부한 채 현역에서 은퇴했다. 비록 임의 은퇴는 아니고 자유 계약으로 풀리는 형식이긴 했지만 이것을 구단 측의 보복이라고 이야기하기도 했다.
팀의 리그 우승이 걸려있던 히로시마전을 앞둔 은퇴 기자회견에서 오랜 세월 고질적인 부상이었던 오른쪽 어깨 부상이 한계에 이르렀고, 꾸준히 침술 치료를 받고 있던 의사로부터 견갑골 뒤편에 침을 찔러넣어 그 순간 탁월한 효과를 발휘하나 투수 생명을 단축한다고 하는 이른바 ‘금단의 단지’(禁断のツボ)에 치료를 받았다고 밝히면서 은퇴 기자회견에 참석한 많은 기자들을 눈물 흘리게 했고 에가와 본인도 눈물을 흘렸다. 그러나 침술에 종사하고 있는 의사들로부터 “침술 치료에 그런 위험한 치료가 있는 것 같은 오해와 불안을 주었다”며 많은 불만과 항의성 의견들이 쏟아져 나왔고, 또 그러한 부위가 견갑골의 뒤에 있다고 하는 사실도 확인할 수 없었기 때문에 치료를 한 침술의의 이름을 밝히도록 관련 단체로부터 공식적인 항의를 받았다. 이 사건은 에가와 측으로부터 공식적으로 사과하는 것으로 마무리 되었지만 침술의로부터의 항의 자체가 언론에서는 거의 보도되지 않았다. 나중에 에가와는 은퇴 기자회견에서 감정이 너무 격해진 나머지 무심코 지어낸 이야기임을 인정했다.
현역 은퇴는 이미 1987년 봄 경에 이미 고려하고 있었으며, 5월에는 부인에게 같은 해를 마지막으로 은퇴하겠다는 생각을 털어놓았다고 한다. 또한 자신의 저서인 《요미우리-한신론》에서는 이미 1986년에 어깨 통증이 심해져 은퇴를 생각하고 있었다고 이야기했다. 입단 첫 해인 1979년에 9승을 기록한 이후로 “앞으로 한 자릿수 승리로 끝나면 프로 야구를 계속하면 안된다”라는 생각을 가지게 되어 “1987년은 13승을 올리는 데에 성공했지만 내년은 아마 한 자릿수 승수에 그칠 것 같았다는 생각도 그만둔 원인이다”라고 말하고 있다. 앞에서 말한 고바야카와의 끝내기 홈런과 관련해서 그 날은 어깨 통증도 없었고 만약 이 타자를 헛스윙으로 잡으면 내년에 한번 더 두 자릿수 승수를 기록할 것 같다는 일종의 개인의 내기로, 포수는 몸쪽의 사인을 내고 있었지만 그것을 무시하며 스스로 완벽하게 제구가 됐다고 생각한 스트라이크가 끝내기 홈런으로 이어지며 그 자신감을 잃었다고 한다.
프로 선수 인생에서 마지막 등판이 된 세이부 라이온스와의 일본 시리즈 3차전에 선발 등판하여 호투했으나 타선의 지원을 받지 못했고 8회에 홈런을 맞아 2실점(9회는 미즈노 가쓰히토가 등판)하며 패전, 팀도 세이부의 강한 조직력과 빈틈없는 야구를 넘어서지 못하고 일본 시리즈에서 결국 완패를 당하며 유종의 미를 거두는 데는 실패했다.
1987년 8월에 다음 년도 구단 달력용의 사진 촬영이 이루어졌을 때에는 카메라맨으로부터 구와타 마스미와 두 명이서 같이 촬영하자는 의뢰를 받은 것과 관련해 이후의 사진 교체로 구와타에게 폐를 끼칠 가능성을 고려하여 결국 두 명이서 같이 촬영하는 것을 거부하였다.
시즌 종료 후에 있은 요미우리 구단의 납회식에 참석하여 나가시마 시게오가 은퇴 경기에서의 발언(“우리 교진군은 영구히 불멸입니다”)한 것을 모방해 “교진군 선수회는 영원히 불멸입니다”(巨人軍選手会は永遠に不滅です)라는 마지막 인사를 했다.

### 그 후
은퇴 후 닛폰 TV의 야구 해설위원을 맡았고, 1994년부터는 《스포츠 우르구스》(スポーツうるぐす)의 MC, 1996년부터는 《더 선데이》(The・サンデー)의 스포츠 해설가로 활동했다. 2010년 현재 《Going! Sports & News》의 해설자, 야간 중계의 해설을 담당하고 있다. 와인을 좋아하고 ‘와인 탤런트’로 알려졌으며 명예 소믈리에의 자격도 가지고 있다. 먼 친척에 전 탤런트 겸 배우인 에가와 유미가 있다.
작가 구사야나기 다이조의 저서 《좋은 경어 부끄러운 경어》(きれいな敬語羞かしい敬語)에서 좋은 언어로 해설하는 프로 야구 해설자로 도요다 야스미쓰, 오치아이 히로미쓰와 함께 에가와가 꼽혔다. 또한 스포츠 우르구스에선 GI 시즌이 되면 스기모토 기요시(그 전에는 다카하시 겐이치로)와 함께 경마 예상도 했지만 별로 맞지는 않았다(대상으로 하는 레이스의 대부분의 결과가 그의 예상에서 벗어난 적도 있다).
요미우리 자이언츠의 차기 감독 후보로 수 차례 거론되자 본인은 이름이 거론될 때마다 강하게 부인하고 있지만 자신의 TV 프로그램에서 요미우리 자이언츠의 감독 후보에 대한 뉴스가 크게 다루어질 때 다른 출연자가 “혹시 감독의 기회를 엿보고 있는거 아닙니까?”라고 권유할 때는 “그렇다”라는 뉘앙스의 발언을 반복하고 있다. 2010년의 대담에서 에가와는 “(프로 야구의) 감독이 될지 안될지는 타이밍(그때의 상황)에 따라 다르다”라고 말했다. 또한 “자신의 생각을 양보하지 않는 타입이라 코치로 유니폼을 입을 생각은 없다”, “나 이상으로 이제 끝이라고 생각되는 때에는 요미우리 이외의 유니폼을 입는 것도 고려해볼지 모르겠다”라고 이야기했다.
2011년 11월 11일, 2012년 시즌부터 에가와를 요미우리 수석 코치로 영입하기 위한 계획안이 와타나베 쓰네오 구단 회장의 지시에 의해 진행되고 있었다는 사실이 구단 대표 기요타케 히데토시가 기자 회견을 통해서 밝혀졌지만 에가와 본인은 구단 측으로부터 어떠한 정식 요청을 받지 않았다고 말했으며 만약 코치 제의를 받았다고 해도 입단 시의 경위도 있어 그 해 수석 코치인 오카자키 가오루에게 폐를 끼칠 수밖에 없기 때문에 승낙하지 않을 것이라고 에가와는 말했다. 그 결과 오카자키는 유임되었고 에가와의 영입은 실현되지 않았으며(기요타케의 난을 참조) 2009년 말 롯데 감독 물망에 거론되기도 했다.

## 플레이 스타일
현역 시절에는 100m 달리기에서 11초 1이라는 훌륭한 준족을 가지고 있었다.
에가와의 구속은 이미 고등학교 때 정점을 찍었다고 말해지며, 당시 구속 측정기가 아직 없었으나 150km/h가 넘지 않을까 추정되고 있다(프로 입단 후 1981년 8월 30일 전광판에 구속 153km/h를 기록했다). 그 속구의 위력은 “진심으로 던지면 포수가 공을 잡을 수 없었다”, “타자가 파울을 만들어내는 것만으로 환호성이 들렸다”는 등의 전설을 낳았다. 덧붙여 고교 시절 배터리 조합을 짰던 포수는 고쿠라 요시타미(2005년 ~ 2009년까지 일본 중의원을 지냄)이다. 고교 시절 에가와가 던지던 스핀이 많이 걸린 볼은 숫자 이상의 속도를 느끼게 했다고 한다. 스핀이 많이 걸려 있는 것은 가능한 투구 간격을 늘리고 스핀을 걸치듯이 던져지도록 본인이 노력했기 때문이기도 하지만 투수로서 손가락이 짧은 것도 주된 이유였는데 손가락이 짧았던 것은 스핀을 거는데는 유용했지만, 포크볼 등의 변화구를 던지는데는 좋지 않았다. 그 때문인지 프로에 입단할 때까지의 변화구는 커브 밖에 던질 수 없었다. 기본적으론 패스트볼을 중심으로 하는 투수이다.
아마추어 시절까지는 커브 외에 별다른 변화구를 가지고 있지 않았으나 프로 입단 후 투구술을 가다듬기 위해 노력했으며 1983년에는 어깨 부상 이후로는 슬라이더계의 변화구를 던지게 되었다. 1985년경부터 던지기 시작한 ‘상대의 허리를 끌게 할 수 있는 슬라이더계의 볼’로 불린 고시히카리가 화제가 되어 정말로 고시히카리가 배달되어 온 에피소드가 있다. 이것에 재미를 붙인 에가와는 이번에는 멜론을 받기 위해 ‘상대의 얼굴을 메로메로(メロメロ)로 해 버리는 얼굴 앞을 통과하는 볼’이라고 부른 머스크 멜론(マスクメロン)을 개발하고 있다. 2010년 3월 14일에 방송된 《슈퍼 우르구스》에서는 컨트롤이 좋고, 직구를 속도로 나눠 코스마다 찌를 수 있어 커브 이외의 변화구를 사용하지 않았다고 말했다. 현역 시대의 라이벌이자 한신 소속이었던 가케후 마사유키는 “직구가 강하다는 느낌을 받게 해준다”라고 말할 수 있었던 유일한 투수였다고 말했다.
한신의 랜디 바스가 55개 홈런 기록 도전이나 7경기 연속 홈런 도전 등 오 사다하루의 기록을 넘어서기 위해 분전하고 있을 당시 대부분의 요미우리 투수들이 고의 사구를 내주며 발을 뺐던 반면에 유일하게도 맞대결을 선택했던 투수가 에가와라는 건 앞에서 말한대로였지만, 바스가 2년 연속 타격 부문 3관왕을 획득한 1985년과 1986년이었는데 1985년에는 바스에게 홈런을 단 한 개도 허용하지 않았으며 이듬해 1986년에는 맞은 홈런도 7경기 연속 기록이 세워졌던 홈런과 연속 경기 타점 기록을 경신하는 과정 중에 마지막 경기(13번째 경기)에서 허용한 것은 단 2개 뿐이었다. 에가와가 은퇴할 때 바스는 에가와를 “일본과 미국을 통해서 지금까지 맞대결한 투수 가운데 최고의 투수”라고 평가했다.
9회까지 완투를 하기 위해 상대의 중심 타선을 상대로는 ‘전력 투구’를 하고 하위 타선에게는 컨트롤로 맞춰잡는 것을 중시하는 등 완급 조절을 하는 능력이 뛰어났다. 9회 전력 투구로 세 명의 타자에게 모두 삼진을 잡아내 “역시 칠 수 없다”라고 하는 인상을 준다고 하는 점을 중요시했다고 하였으며 그를 위해 7, 8회에는 비교적 힘을 낮췄다고 한다.
몸에 맞는 공은 지극히 적은 편인데 이것은 고등학교 시절 자신의 머리에 사구를 받은 경험 때문에 몸쪽으로 파고들게 공을 던지는 것에 망설였기 때문이라고 말해진다. 에가와 본인은 포수가 사인을 한대로 걸치는 코스에 던질 수 있었기 때문에 일부러 타자의 몸 근처로는 던지지는 않았다고 말하고 있다. 또 볼넷도 적은데 에가와의 경우 패스트볼로 상대를 압도할 수 있던 전성기에 볼넷이 매우 적은 것을 알 수 있다. 에가와는 “심판에 의해 볼로 판정되는 위치로 공을 던지는 것 자체가 싫었다”고 말했으며 당시 요미우리 자이언츠에서는 볼 카운트가 ‘투 스트라이크 노 볼’일 때 안타를 맞으면 벌금을 내야했기 때문에 포수의 요구로 그런 경우는 어쩔 수 없이 지시에 따라 볼을 던졌다고 한다. 그런 스타일 때문인지 홈런을 허용한 경우가 많아 ‘일발병’(一発病)이라고 일컬어지는 투수였으며 홈런을 맞았을 때 마운드 위에서 양 손을 허리에 대면서 무언가를 궁리하는 모습을 흔히 볼 수 있었다. 1982년은 리그 최다인 36개의 홈런을 맞았으며 9회 무렵의 피홈런은 통산적으로 1.23개이다.
위에서 말한 대로 데뷔전이었던 한신전에서는 패전 투수가 되었지만 이후에는 ‘한신 킬러’로서 한신과의 상대 전적에서는 통산 36승(18패)을 기록하였다. 이것은 그가 거둔 통산 135승이 4분의 1을 차지한다. 반대로 그와 트레이드되며 요미우리를 떠나야 했던 고바야시 시게루는 한신 이적 직후인 1979년에 요미우리전에서의 8승 무패를 기록하며 복수 신화를 써내려가는 듯 싶었으나 이후 은퇴할 때까지 4년 동안 요미우리와의 전적에서 5승 15패에 그치는 등 에가와와는 대조적인 모습을 보였다. 요미우리 입단 2년차에 맞은 한신전에서의 고바야시와의 첫 대결(8월 16일, 고라쿠엔 구장)에서는 스스로 결승 적시타를 때려내는 등의 맹활약을 하면서 승리투수가 되었고 에가와는 후에 프로 선수가 된 후 출전하는 경기 중 절대로 져서는 안되는 경기는 몇 차례 밖에 없을테지만 그 중 하나가 고바야시와의 선발 맞대결 경기라고 생각하고 경기에 임했다고 말한다.
타격 능력이 뛰어난 투수로서도 알려져있지만 프로 데뷔 초반에는 투수들의 공을 따라가기 어려웠는지 투수로서의 첫 안타는 36타석 만에 나왔다. 프로 첫 타석에서 한신의 야마모토 가즈유키가 초구로 던진 직구가 별로 빠르지 않았기 때문에 “프로라는 건 이 정도 수준인가”라고 생각했는데 그 후 ‘쳐야 하는 공’이라고 보고 방망이를 휘둘렀으나 모두 헛스윙 삼진을 당했다. 에가와는 그것이 포크볼이었다고 눈치채면서 “위험한 걸, 프로라는 것은 이렇게 높은 수준인가”라고 생각했다고 한다.

## 에피소드
- ‘스구루’(卓)라는 이름은 아버지의 취미인 마작의 마작 탁상에서 유래했다. 동생의 이름 또한 마작패에서 유래했다.
- 어릴 적 아버지에게 업혀서 산책을 나갔을 때 등에 업힌 채로 언덕 아래를 보게 되어 극도의 고소공포증을 앓게 되었다. 그렇기 때문에 아내가 전직 항공 승무원이었지만 비행기를 싫어하였고, 일본 국내의 이동은 아무리 시간이 걸리더라도 언제나 전차 등을 이용하고 있다.[24] 일찍이 요미우리 자이언츠의 홋카이도 원정 취재를 하려고 도쿄 → 모리오카 → 아오모리 → 하코다테 → 삿포로를 육로로 이용해 하루 종일 간 것 외에도 미야자키 스프링 캠프의 취재 때도 도쿄 → 하카타 → 신야쓰시로 → 가고시마추오를 환승하고 난다음 차로 미야자키에 들어가는 등 시간마저 헛되이 써가며 전차로 이동하는 것을 고집하고 있다. 현역 때에는 세이칸 터널이 공사중이었고 팀이 홋카이도 원정 때 등판이 있는 경우에만 비행기를 이용했지만 스스로 등판 예정이 없을 때는 팀에 대동하지 않고 도쿄에 남았다(에가와가 은퇴한 이듬해 1988년에는 세이칸 터널이 개통되었다). 마쓰야마에서의 올스타전을 취재했을 때에도 마쓰야마 → 오카야마 → 도쿄순으로 전차를 갈아타 귀경하여 다음날 아침에 《더 선데이》의 엔딩에서 에가와는 이미 마쓰야마를 떠났다는 플립이 걸렸었다.[25] 육로가 없는 오키나와에 스프링 캠프를 취재할 때도 시간적 여유가 있을 때는 가고시마에서 24시간 걸리는 페리에 탑승해 오키나와로 이동할 정도였다. 춘계 스프링 캠프를 취재하러 오키나와에 갔을 때 이 때는 정말로 비행기를 탔는지는 알 수 없지만 나카하타 기요시로부터 “어떻게 왔어? 잠수함이라도 타고 온 거야?”라는 말을 들었고 명구회의 하와이 취재 시에 나가시마 시게오로부터 “에가와, 어떻게 비행기를 타긴 탔구나”라는 말을 들었을 정도다. 비행기를 싫어하는 이유 중의 하나로 현역 시절인 1985년에 발생했던 일본항공 123편 추락 사고도 영향을 주었다고 한다. 이 사고로 같은 야구계 관계자인 한신 타이거스 구단 사장 나카노 하지무도 사망했기 때문에 야구계 전체에도 큰 충격을 주었다.
- 대학 시절, 현재의 부인과 교제할 때에 데이트와 도쿄 6대학 리그 경기의 등판 예정이 겹치게 되자 약속 시간을 ‘경기가 시작되고 나서 몇 시간 뒤’라고 시간을 지정했다고 한다. 부인의 말에 의하면 지정한 약속 시간에 늦은 적은 거의 없고, 오히려 경기 진행이 너무 빠를 때에는 일부러 장난치는 공을 던져서 시간조정을 했다고 할 정도였다.[26]
- 현역 시절부터 재태크에 열을 냈고 부동산 투기로 인해 엄청난 실패를 겪으면서 많은 빛을 지게 되었는데 ‘던지는 부동산왕’이라고도 불렸었다. 프로에 들어오고 난 직후에는 계약금을 사용해서 땅을 샀으나 예정 납세를 완전히 잊어버려서 빚을 다시 지게 되었고 결국 땅을 팔 수밖에 없게 되는 등 투자 실패에 관한 경험담도 많았다.[27] 이 외에도 한때는 제1부동산(후의 에프알이, 2007년 1월에 파산)이나 도쿄베이호텔 도큐의 운영회사 직원에 이름을 올리기도 했다.[28] 또, 비슷한 별명은 구와타 마스미에게도 있었지만 이쪽은 본인이 직접 만든 빚은 아니다.
- 현역에서 은퇴한 1987년에는 자택에서 가까운 요코하마시 미도리구 기리가오카에 찻집 ‘기린코’를 개점했다. 원래는 요미우리에서 타격 투수를 하고 있던 동료가 직업을 바꾸려고 한다는 이야기를 듣고 친구 지원을 목적으로 당시 근처에 살고 있던 구로사와 히사오나 하가와 유타카 등과 공동으로 돈을 모은 것이 찻집을 오픈하게 된 계기라고 하였다. 그러나 집 주변에 거의 가게가 없는 것과 바로 옆에 유서깊은 찻집이 있기도 하여 수년이 지나자 결국 문을 닫았고 현재는 주차장으로 되어 있어 일부가 주차장의 벽으로 남아 있다.
- 에가와 본인이 말하길 ‘나리킨취미’(成金趣味)에 꽤 많은 돈을 소비하고 있다. 한때는 와인에 빠져 있었고, 그 외에 골프가 좋아서 비싼 순은으로 만든 골프채를 특수 제작한 일도 있다.[29] 그런 사치에는 ‘스트레스 발산’의 뜻이 있다고 한다.
- 텔레비전 야구 중계에서 선수 이름을 편히 부르는 해설자가 많은 가운데 에가와는 기본적으로 낮춰 부르지는 않고 ‘○○선수’, ‘○○투수’라는 호칭을 사용하고 있다.

## 인간 관계

### 니시모토와의 라이벌 관계
현역 시절 에가와의 라이벌로서 니시모토 다카시가 있다. 원래는 ‘공백의 하루 사건’으로 에가와가 요미우리에 입단했을 때 구단이 선발 로테이션의 일각을 에가와에게 맡겼기 때문에 니시모토가 에가와를 마음대로 라이벌을 삼고 있었지만 1981년에 니시모토의 사와무라상 수상 이후에는 에가와도 니시모토를 라이벌로 삼게 되었다. 두 사람의 이야기로서는,
- 투구 연습 때에는 서로 오기로서 330개 이상 공을 던졌다.
- 서로가 선발하고 있는 경기에서 ‘부탁이니까 제발 맞아라’라고 생각하고 있었다.
- 1983년 일본 시리즈 6차전에서 마무리 투수로 자신이 등판할 것이라고 생각하고 있던 때, 7차전 선발 예정의 니시모토가 불려갔기 때문에 긴장의 실이 끊어져버리고 말았다(니시모토가 동점으로 따라잡혀서 10회에 에가와가 마운드에 서고도 패전을 맛보았다).

등의 일화도 많다. 단지 은퇴 후는 같은 ‘이토회’의 멤버로서 서로 친분을 다지고 있다.

### 그 외
- 호적수인 가케후 마사유키와는 현역 시절 올스타전 때에 말을 주고 받는 정도였지만 가케후의 현역 은퇴 후 해설자로서 일을 함께하게 되고 나서 친분을 쌓기도 했다.[30]

## 상세 정보

### 출신 학교
- 사쿠신가쿠인 고등학교
- 호세이 대학

### 선수 경력
- 한신 타이거스(1979년)
- 요미우리 자이언츠(1979년 ~ 1987년)

### 기타 경력
- 은퇴 후 니혼 TV 등 야구 해설가로 활동.

### 수상·타이틀 경력

#### 타이틀
- 다승왕 : 2회(1980년, 1981년)
- 최우수 평균 자책점 : 1회(1981년)
- 최고 승률(당시는 타이틀이 아님) : 2회(1981년, 1984년) ※센트럴 리그에서는 1972년까지 타이틀로 제정됨.
- 최다 탈삼진(당시는 타이틀이 아님) : 3회(1980년, 1981년, 1982년) ※센트럴 리그에서는 1991년부터 타이틀로 제정됨.

#### 수상
- MVP : 1회(1981년)
- 최우수 투수 : 2회(1980년, 1981년)
- 베스트 나인 : 2회(1980년, 1981년)
- 월간 MVP : 2회(1981년 7월, 1981년 8월)
- 일본 시리즈 우수 선수상 : 1회(1981년)
- 올스타전 MVP : 1회(1984년 제3차전)
- 고라쿠엔 MVP상 : 1회(1980년)

### 개인 기록

#### 첫 기록
- 첫 등판·첫 선발 : 1979년 6월 2일, 대 한신 타이거스 11차전(고라쿠엔 구장), 8이닝 5실점에서 패전 투수
- 첫 탈삼진 : 상동, 1회초에 마이크 라인배치로부터
- 첫 승리·첫 선발 승리 : 1979년 6월 17일, 대 히로시마 도요 카프 11차전(고라쿠엔 구장), 7과 1/3이닝 1실점(무자책점)
- 첫 완투 승리 : 1979년 8월 14일, 대 한신 타이거스 21차전(고라쿠엔 구장), 9이닝 1실점
- 첫 완봉 승리 : 1979년 8월 26일, 대 히로시마 도요 카프 19차전(고라쿠엔 구장)
- 첫 세이브 : 1983년 7월 29일, 대 히로시마 도요 카프 16차전(히로시마 시민 구장), 8회말 1사에 3번째 투수로서 구원 등판·마무리, 1과 2/3이닝을 무실점

#### 기록 달성 경력
- 통산 1000투구 이닝 : 1983년 6월 14일, 대 한신 타이거스 10차전(고라쿠엔 구장), 1회초 2사에 달성
- 통산 1000탈삼진 : 1984년 9월 9일, 대 야쿠르트 스왈로스 25차전(고라쿠엔 구장), 2회초에 겐오카 마사미쓰로부터 ※역대 69번째
- 통산 100승 : 1985년 6월 4일, 대 한신 타이거스 10차전(한신 고시엔 구장), 선발 등판으로 6과 2/3이닝 6실점 ※역대 88번째
- 통산 1500투구 이닝 : 1986년 4월 4일, 대 야쿠르트 스왈로스 1차전(고라쿠엔 구장), 4회초 1사에 달성

#### 기타
- 시즌 10무사사구 경기(1982년, 센트럴 리그 기록)
- 올스타전 출장 : 8회(1980년 ~ 1987년)

### 등번호
- 3(1979년) ※한신 타이거스의 등번호이며, 실제로 유니폼을 착용했던 적은 없음.
- 30(1979년 ~ 1987년) ※요미우리 자이언츠의 등번호.

### 연도별 투수 성적
| 연 도      | 소 속      | 등 판 | 선 발 | 완 투 | 완 봉 | 무 4 구 | 승 리 | 패 전 | 세 이 브 | 홀 드 | 승 률 | 타 자 | 이 닝  | 피 안 타 | 피 홈 런 | 볼 넷 | 고 4 | 몸 맞 | 탈 삼 진 | 폭 투 | 보 크 | 실 점 | 자 책 점 | 평 자 책 | W H I P |
| ---------- | ---------- | ----- | ----- | ----- | ----- | ------- | ----- | ----- | -------- | ----- | ----- | ----- | ------ | -------- | -------- | ----- | ---- | ----- | -------- | ----- | ----- | ----- | -------- | -------- | ------- |
| 1979년     | 요미우리   | 27    | 23    | 7     | 2     | 1       | 9     | 10    | 0        | --    | .474  | 653   | 161.0  | 132      | 22       | 50    | 3    | 0     | 138      | 0     | 1     | 57    | 50       | 2.80     | 1.13    |
| 1980년     | 요미우리   | 34    | 34    | 18    | 5     | 2       | 16    | 12    | 0        | --    | .571  | 1055  | 261.1  | 226      | 34       | 60    | 5    | 2     | 219      | 0     | 0     | 88    | 72       | 2.48     | 1.09    |
| 1981년     | 요미우리   | 31    | 30    | 20    | 7     | 3       | 20    | 6     | 0        | --    | .769  | 931   | 240.1  | 187      | 27       | 38    | 2    | 4     | 221      | 0     | 1     | 68    | 61       | 2.29     | 0.94    |
| 1982년     | 요미우리   | 31    | 31    | 24    | 6     | 10      | 19    | 12    | 0        | --    | .613  | 994   | 263.1  | 200      | 36       | 24    | 2    | 3     | 196      | 0     | 0     | 77    | 69       | 2.36     | 0.85    |
| 1983년     | 요미우리   | 33    | 29    | 10    | 2     | 2       | 16    | 9     | 3        | --    | .640  | 883   | 217.2  | 187      | 27       | 59    | 5    | 2     | 131      | 1     | 0     | 83    | 79       | 3.27     | 1.13    |
| 1984년     | 요미우리   | 28    | 28    | 13    | 3     | 2       | 15    | 5     | 0        | --    | .750  | 782   | 186.0  | 186      | 20       | 58    | 4    | 3     | 112      | 0     | 0     | 80    | 72       | 3.48     | 1.31    |
| 1985년     | 요미우리   | 30    | 26    | 3     | 1     | 0       | 11    | 7     | 0        | --    | .611  | 735   | 167.0  | 188      | 34       | 56    | 2    | 3     | 117      | 1     | 0     | 102   | 98       | 5.28     | 1.46    |
| 1986년     | 요미우리   | 26    | 26    | 8     | 1     | 2       | 16    | 6     | 0        | --    | .727  | 791   | 194.0  | 172      | 27       | 49    | 4    | 4     | 119      | 1     | 1     | 64    | 58       | 2.69     | 1.14    |
| 1987년     | 요미우리   | 26    | 25    | 7     | 0     | 1       | 13    | 5     | 0        | --    | .722  | 685   | 166.2  | 150      | 26       | 49    | 6    | 2     | 113      | 1     | 0     | 71    | 65       | 3.51     | 1.19    |
| 통산 : 9년 | 통산 : 9년 | 266   | 252   | 110   | 27    | 23      | 135   | 72    | 3        | --    | .652  | 7509  | 1857.1 | 1628     | 253      | 443   | 33   | 23    | 1366     | 4     | 3     | 690   | 624      | 3.02     | 1.12    |

- 굵은 글씨는 시즌 최고 성적.

### 연도별 타격 성적
| 연도   | 경기 | 타수 | 득점 | 안타 | 2루타 | 3루타 | 홈런 | 루타 | 타점 | 희생번트 | 희생플라이 | 볼넷 | 삼진 | 병살타 | 타율 |
| ------ | ---- | ---- | ---- | ---- | ----- | ----- | ---- | ---- | ---- | -------- | ---------- | ---- | ---- | ------ | ---- |
| 1979년 | 27   | 55   | 2    | 3    | 0     | 0     | 0    | 3    | 1    | 3        | 0          | 1    | 28   | 2      | .055 |
| 1980년 | 34   | 83   | 4    | 11   | 1     | 0     | 3    | 21   | 6    | 6        | 1          | 3    | 44   | 2      | .133 |
| 1981년 | 31   | 80   | 3    | 14   | 3     | 0     | 1    | 20   | 8    | 7        | 3          | 1    | 37   | 2      | .175 |
| 1982년 | 31   | 91   | 8    | 16   | 2     | 1     | 3    | 29   | 6    | 9        | 0          | 0    | 32   | 3      | .176 |
| 1983년 | 33   | 77   | 7    | 22   | 3     | 0     | 3    | 34   | 13   | 5        | 0          | 3    | 21   | 2      | .286 |
| 1984년 | 28   | 58   | 5    | 12   | 1     | 0     | 1    | 16   | 2    | 10       | 0          | 4    | 18   | 1      | .207 |
| 1985년 | 32   | 56   | 5    | 15   | 3     | 0     | 1    | 21   | 5    | 10       | 0          | 5    | 24   | 0      | .268 |
| 1986년 | 27   | 65   | 5    | 11   | 2     | 0     | 0    | 13   | 1    | 7        | 0          | 2    | 23   | 2      | .169 |
| 1987년 | 29   | 60   | 6    | 13   | 2     | 0     | 1    | 18   | 5    | 2        | 0          | 2    | 19   | 1      | .217 |
| 통산   | 272  | 625  | 45   | 117  | 17    | 1     | 13   | 175  | 47   | 59       | 4          | 21   | 246  | 15     | .187 |

## 저서
- 《기껏해야 에가와 그렇지만 에가와》(1989년, 신초샤, 공저)
- 《꿈 와인》(1997년, 고단샤)
- 《마운드의 심리학》(2001년 7월) ISBN 4883970701
- 《에가와류 마운드의 심리학 - 야구의 재미 100배! 전술책 바이블》(2003년 9월, 고사이도) ISBN 4331653420
- 《요미우리-한신론》(2010년, 가도카와 쇼텐) - 가케후 마사유키와의 대담집

## 같이 보기
- 에가와 사건